# یواس‌اس ساگاسیتی (ام‌اس‌او-۴۶۹)
یواس‌اس ساگاسیتی (ام‌اس‌او-۴۶۹) (به انگلیسی: USS Sagacity (MSO-469)) یک کشتی بود که طول آن ۱۷۲ فوت (۵۲ متر) بود. این کشتی در سال ۱۹۵۴ ساخته شد.